# Nicolás Rodríguez Peña
Nicolás Rodríguez de la Peña (Buenos Aires, 1775 - Santiago du Chili, 1853), était un homme d’affaires, militaire et homme politique argentin. Il se signala en particulier par ses actions lors de la révolution de Mai, en 1810, et occupa dans les années suivantes plusieurs fonctions au sommet du jeune État.

## Biographie
Né à Buenos Aires en avril 1775, il se voua aux affaires, ce qui lui permit d’amasser bientôt une considérable fortune. Parmi ses diverses entreprises fructueuses figure notamment une fabrique de savon (la jabonería) qu’il exploitait en association avec Hipólito Vieytes, et qui devint mémorable en faisant office, dans les années précédant la révolution de Mai, de lieu de réunion pour sociétés secrètes révolutionnaires. En 1805, il se fit membre de la loge Indépendance (esp. logia Independencia), aux côtés de Juan José Castelli, Manuel Belgrano et d’autres ; ce groupe, ainsi que d’autres semblables, avaient coutume de se réunir dans sa résidence de campagne, aujourd'hui située dans l’agglomération de Buenos Aires, sur la place qui porte son nom.
Lors des invasions britanniques du Río de la Plata en 1806 et 1807, il prit part, en tant que membre des milices criollos, à la défense du territoire contre l’envahisseur. Après avoir appartenu un temps à la mouvance politique connue sous le nom de charlottisme (qui œuvrait en faveur de ce que Charlotte Joachime, sœur du roi d’Espagne Ferdinand VII tenu en captivité par les forces napoléoniennes, fût couronnée régente du Río de la Plata, comme marchepied vers l’indépendance), il appuya et finança diverses activités politiques préludant à la révolution de Mai, et après l’éclatement de celle-ci, fut un des participants au Cabildo ouvert du 22 mai.
Il collabora à la formation du premier gouvernement autonome, dit Première Junte. Il fut secrétaire de Castelli, quoiqu’il n’en partageât pas toutes les idées, et accompagna celui-ci lors de l’expédition des troupes révolutionnaires à Córdoba, autorisant l’exécution de l’ancien vice-roi et contre-révolutionnaire Jacques de Liniers. Après avoir ensuite combattu dans la bataille de Suipacha, il fit mouvement vers le Haut-Pérou, où il fut brièvement gouverneur de La Paz.
Il revint à Buenos Aires en février, pour suppléer, au sein de la Première Junte, le secrétaire Mariano Moreno, mort accidentellement en haute mer. À la suite de la révolution d’avril 1811, il fut expulsé de Buenos Aires et proscrit dans la province de San Juan, mais put revenir vers la fin de la même année, pour se consacrer à ses affaires. Il adhéra à la loge lautarine, que dirigeait Carlos María de Alvear, et dont le dessein était l’indépendance des possessions espagnoles en Amérique. À l’issue de la révolution d’octobre 1812, il fut élu membre du second triumvirat, gouvernement qui subissait l’influence croissante de l’Assemblée générale constituante, c'est-à-dire, indirectement, de la loge lautarine, qui la dominait.
Après la dissolution du second triumvirat et l’avènement du Directoire, le Directeur suprême Gervasio Antonio de Posadas le choisit pour présider le Conseil d’État, et lui conféra en outre le grade de colonel d’armée.
En 1814, il fut nommé premier gouverneur délégué de la province Oriental, fonction qu’il n’exerça que peu de temps.
Cité à comparaître devant un tribunal après la chute du Directeur Alvear, il se vit condamné au bannissement, mais fut autorisé peu après à résider à San Juan. En 1816, il retourna à Buenos Aires, mais le nouveau Directeur, Juan Martín de Pueyrredón, le requit de se retirer à nouveau à San Juan, où il assista José de San Martín dans l’organisation de l’Armée des Andes.
Après la bataille de Chacabuco, il s’exila de lui-même à Santiago du Chili, où il résida jusqu’à sa mort en décembre 1853. Ses restes reposent au cimetière de Recoleta à Buenos Aires.